# 신도비

흥친왕(興親王) 이재면(李載冕) 신도비(神道碑)

신도비(神道碑)는 사자(死者)의 묘로(墓路), 즉 신도(神道, 신령이 지나가는 길)인 무덤 남동쪽에 지점에 남쪽을 향하여 세운 비석이다. 묘 주인공의 삶을 기록한 비문을 새긴다.

## 유래
- 중국 : 진송(晋宋, 5세기초) 때 비롯되어 황제 및 제후들이 모두 신도비를 세웠다. 처음에는 그 각문(刻文)이 다만 '모제(某帝)' 혹은 '모관신도지비(某官神道之碑)'라고 하였다. 그러다가 한(漢)나라 양진(楊震) 때 종2품 이상의 관계(官階, 관직의 품계)를 지녔던 사람에 한하여 세웠다. 고대위양공지신도비(故大尉楊公之神道碑)가 전해 내려온다.
- 대한민국
  - 고려 : 《동문선(東文選)》 등의 문집에 비문(碑文) 형태로 전하며 당시는 3품 이상의 관직자 무덤에 세운 것으로 추정된다.
  - 조선 : 문종은 왕릉에 신도비를 세우는 것을 법으로 금지하였고, 공신이나 석학(碩學) 등에 대하여는 왕명으로 신도비를 세우게 하였다. 이렇듯 조선 초기에는 종2품 이상을 지낸 인물에 한해 신도비를 세울 수 있었으나, 1675년(숙종 1년) 이후부터는 정2품 이상 관직을 지냈거나 정2품 이상으로 추증된 인물에 한하여 비를 세울 수 있는 것으로 제도화되었다.[1]

## 비문 구성
신도비에 새기는 글(비문)은 아래와 같은 구성으로 이루어진다.
- 비액(碑額) : 신도비의 제목과 같다. 인물의 간략한 직함, 시호, 이름 등을 담는다.
- 비제(碑題) : 인물의 전체 직함을 적는다. 끝에 '神道碑銘幷序(신도비명병서)'라고 하는 것이 일반적이다.[2]
- 찬자(撰者) : 신도비 비문을 지은 사람의 직함과 이름을 적는다.[3]
- 서자(書者) : 신도비 비문 내용을 붓으로 쓴 사람의 직함과 이름을 적는다.
- 전자(篆者) : 신도비 비액 부분을 전서체로 쓴 사람의 직함과 이름을 적는다.
- 서문(序文) : 신도비 주인공의 생애, 경력, 가계 등을 적은 부분이다. 가장 많은 분량을 차지한다.
- 명문(銘文) : 인물의 행적을 전통적인 시 형식으로 요약한 부분이다. 신도비 비문의 핵심이다.

## 문헌
- 『국어국문학자료사전』 이응백, 김원경, 김선풍, 1998, 한국사전연구사
- 『조선시대 묘비(墓碑)의 종류와 특징』, 박태호
- 『장례의 역사』(서해문집, 박태호)
- 『세계미술용어사전, 1999
- 『충주의 금석문』(충주문화원, 2006)
- 『충주의 문화재』(충주시, 2008)
- 최일성, 「충주·중원지방의 신도비」(『예성문화』5, 예성문화연구회, 2005)

## 같이 보기
- 묘갈
- 금석학